# Alfons Roger de Llúria
Alfons Roger de Llúria (?-1355) era un noble valencià, baró de Cocentaina i senyor de Gaianes.
Era, en principi, fill de Jaume II de Xèrica i Beatriu de Llúria, tot i que només va prendre el cognom matern. Els seus germans grans eren Jaume III i Pere de Xèrica. Del patrimoni familiar va heretar la baronia de Cocentaina. Com el seu germà Pere, el 1343 va anar a la campanya de Mallorca per retornar les illes a la Corona. A València va lluitar pel rei contra els nobles de la Unió. També va participar en la campanya de Sardenya, illa on va emmalaltir i morir el 1355. Com que no tenia fills legítims, el seu germà Pere va heretar Cocentaina.
S'havia casat amb Maria de Cardona però no tingueren descendència. Se li coneix una relació extramatrimonial amb una tal Teresa del Puerto, amb la qual tingué un fill il·legítim anomenat Joan Alfons de Llúria (?-1369) que es va casar amb una tal Constança de Mallorca.